# Мориш
Мориш (мађ. Maros, рум. Mureș) је река у источној Европи, која тече од Карпата до средишње Панонске низије. Мориш на свом току протиче кроз Румунију и Мађарску.
Област око реке назива се Поморишјем, а дати назив је везан и за српску историју (Потиско-поморишка војна граница).

## Ток реке
Мориш извире на село Извор Мориша или Извору Мурешулуј, релативно близу града Вошлабени, висовима источних Карпата у Трансилванији у Харгита округу, Румунија. Улива се у реку Тису код Сегедина у Мађарској.
- У румунском делу тока Мориш пролази кроз румунске округе Харгита, Муреш, Алба, Хунедоара и Арад и градове као што су Топлица, Регин, Таргу Муреш, Јернут, Лудуш, Окна Муреш, Ајуд, Тејуш, Алба Јулија, Дева, и Арад.
- У мађарском делу тока, од 50 km, Мориш пролази кроз жупанију Чонград и градове Мако и Сегедин.

## Историја
Мориш је од давнина познат под латинским именом Марисус (лат. Marisus), а такође и под немачким именом Миреш, које су користили трансилванијски Саси. Економски у средњем веку је највише био коришћен за превоз соли из Ердеља у јужни део Мађарске, Сегедин.

## Природна богатства
Отприлике 2.850 хектара око реке, у Мађарској, је заштићено и направљен је национални парк познат под именом национални парк Кереш-Марош, богат са шумама, дивљачи и прелепим излетничким пределима.